# 曠縣
曠縣，是明代交阯承宣布政使司下轄的一個縣，治所約在今越南北光州地區。

## 沿革
- 永樂五年（1407年）六月癸未置，屬宣化直隸州領[2][3]。
- 永樂六年冬十月己卯，陞交阯宣化州為宣化府[4][5][6][7][8]。
- 永樂六年冬十月庚子，設交阯曠縣關濠[9]巡檢司[4]。
- 永樂十四年五月丙午，設交阯曠縣儒學、僧會司、道會司[10]。
- 永樂十七年秋九月丙辰，省文安縣入曠縣[11]。